# Chthonius cavernarum
Chthonius cavernarum är en spindeldjursart som beskrevs av Edvard Ellingsen 1909. Chthonius cavernarum ingår i släktet Chthonius och familjen käkklokrypare. Inga underarter finns listade i Catalogue of Life.